# Mittenthal Film Company
Mittenthal Film Company aussi connue comme Starlight Comedies est une société de production cinématographique américaine créée en 1913 destinée à produire des comédies burlesques.

## Historique
La Mittenthal Film Company est une petite maison de production cinématographique active entre 1913 et 1917 et fondée par les frères Mittenthal. Originaires de Kalamazoo dans le Michigan, les frères Mittenthal sont issus d'une famille qui fit fortune dans la production et la distribution de fruits et dont certains membres s'intéressèrent à l’industrie du spectacle comme la gestion et la direction de théâtres ou l’organisation de spectacles à partir des années 1890. Aubrey Mittenthal créa et dirigea une troupe de vaudeville, Aubrey Stock Company et Harry Mittenthal créa The Mittenthal Brothers Amusement Company.

En 1913 est créée la Mittenthal Film Company qui assure conjointement la production et la distribution des films. Rapidement l'année suivante un contrat est passé avec Pathé Exchange (la filiale américaine de Pathé Frères) pour la distribution des films avec création d'un département de production appelé Starlight Comédies.

## Films produits par la Mittenthal Film Company
1913
- The Man from the Golden West

1914
- The Red Flame of Passion
- The Human Bloodhound
- Facing the Gattling Guns
- The Poison Needle
- Alone in New York
- The Burglar and the Lady
- The Villain Still Pursued Her - (Starlight Comedies)
- Noisy Neighbors - (Starlight Comedies)

1915
- It's a Hard Life - (Starlight Comedies)
- Henpecked Smith - (Starlight Comedies)
- A Mix-Up - (Starlight Comedies)
- I'm Crazy to Be Married - (Starlight Comedies)
- Ach Louie - (Starlight Comedies)
- Oh You Popp - (Starlight Comedies)
- Love's Lunacy - (Starlight Comedies)
- Stung - (Starlight Comedies)
- You Need a Doctor - (Starlight Comedies)
- Jealousy - (Starlight Comedies)
- The Fortune Tellers - (Starlight Comedies)
- Tough Luck - (Starlight Comedies)
- The Ghost Fakirs - (Starlight Comedies)
- Love and Pies - (Starlight Comedies)
- Heinie's Millions - (Starlight Comedies)
- The Hungry Boarders - (Starlight Comedies)
- The Black Statue - (Starlight Comedies)
- They're in Again - (Starlight Comedies)
- She's a Pippin - (Starlight Comedies)
- Laughing Gas - (Starlight Comedies)
- Once Every Ten Minutes - (Starlight Comedies)
- Safety First - (Starlight Comedies)
- Bold Bad Boys - (Starlight Comedies)
- Soaking the Clothes - (Starlight Comedies)
- Amateur Night - (Starlight Comedies)
- The Sky Is the Limit - (Starlight Comedies)
- Pressing His Suit - (Starlight Comedies)
- A Merry Chase - (Starlight Comedies)
- Monkey Shines - (Starlight Comedies)
- Matrimonial Bliss - (Starlight Comedies)
- Hot Stuff - (Starlight Comedies)
- Considerable Milk - (Starlight Comedies)
- Pretty Rough on Auntie - (Starlight Comedies)
- Wilful Wallops for Wealth - (Starlight Comedies)
- Fatty's Fatal Fun - (Starlight Comedies)
- Dough Nuts - (Starlight Comedies)
- Flats and Sharps - (Starlight Comedies)
- The Bungling Burglar's Bungle - (Starlight Comedies)
- All Dolled Up - (Starlight Comedies)
- A Squabble for a Squab - (Starlight Comedies)
- Hot Heads and Cold Feet - (Starlight Comedies)
- Deep Dyed Dubs - (Starlight Comedies)
- More Deadly Than the Male - (Starlight Comedies)
- Board-Bill Dodgers - (Starlight Comedies)

1916
- Chasing 'Em Out in the Open - (Starlight Comedies)
- Ach! Such Crimes! - (Starlight Comedies)
- From Bad to Worse - (Starlight Comedies)
- Shooting at Random - (Starlight Comedies)
- Hapless Happenings  - (Starlight Comedies)
- Starved to Death in a Restaurant  - (Starlight Comedies)
- Trouble Enough! - (Starlight Comedies)
- Reckless Wrestlers - (Starlight Comedies)
- An Awful Romance  - (Starlight Comedies)
- Unfriendly Fruit - (Starlight Comedies)
- A Matrimonial Mixup - (Starlight Comedies)
- Braver Than the Bravest - (Starlight Comedies)
- Caught in a Jam - (Starlight Comedies)
- Busting the Beanery - (Starlight Comedies)
- Heinie and the 400 - (Starlight Comedies)
- Heinie and the Magic Man - (Starlight Comedies)

1917
- Deep-Dyed Villainy
- Hooey Heroes